# Aspitates fuscata
Aspitates fuscata là một loài bướm đêm trong họ Geometridae.